# Johann Franz Christoph von Talmberg
Johann Franz Christoph von Talmberg (auch: Johann Franz Christoph von Thalenberg; tschechisch: Jan František Kryštof z Talmberka; * 31. Dezember 1644 in Rataje nad Sázavou; † 3. April 1698 auf Schloss Chrast) war ein römisch-katholischer Geistlicher und Bischof von Königgrätz.

## Leben
Seine Eltern waren Franz Wilhelm von Talmberg, königlich böhmischer Kammergerichtsrat und Kreishauptmann des Tschaslauer Kreises und Ursula Katharina, geb. von Pappenheim. Über seine Ausbildung ist wenig bekannt. Nach der Priesterweihe 1669 war er Domherr und deutscher Domprediger am Veitsdom sowie Dekan von St. Apollinaris in Prag. Zudem erhielt er Kanonikate in Olmütz und Wischkowitz (Výškovice) sowie die Propstei zu Allerheiligen auf der Prager Burg.
Kaiser Leopold I. nominierte Johann Franz Christoph von Talmberg zum Nachfolger des Königgrätzer Bischofs Johann Friedrich von Waldstein, der Erzbischof von Prag geworden war. Die päpstliche Bestätigung erfolgte am 19. Oktober 1676, die Bischofsweihe durch seinen Vorgänger am 3. Januar 1677 im Veitsdom. Da Königgrätz noch keine Bischofsresidenz besaß, wurde Talmberg erst auf Drängen des Papstes am 23. Oktober 1677 in Königgrätz eingeführt.
Obwohl die finanzielle Situation des Bistums sehr beschränkt war, gelang es Talmberg, das ehemalige Haus der Adelsfamilie Gallas zur Bischofsresidenz auszubauen. Jedoch versuchte er 1686 vergeblich, seine Residenz in das alte Burggrafenamt und in das alte Schloss zu übertragen. Ebenso war es nicht möglich, ein Priesterseminar und Domherrenwohnungen zu errichten, da die Stadt Königgrätz nicht auf ihre Privilegien verzichten wollte. Trotzdem gelang es Talmberg, eine Diözesanverwaltung aufzubauen und sein Bistum erstmals zu visitieren. Nach seinem Tod wurde er in der von ihm erbauten Margaretenkirche in Podlažice beigesetzt.